# Nuoto ai XVII Giochi del Mediterraneo - 400 metri misti maschili
Le gare di nuoto nella categoria 400 metri misti maschili si sono tenute il 23 giugno 2013 al Yeni Olimpik Yüzme Havuzu di Mersin.

## Calendario
Fuso orario EET (UTC+3).
| Data      | Ora   | Turno    |
| --------- | ----- | -------- |
| 23 giugno | 10:30 | Batterie |
| 23 giugno | 19:15 | Finale   |

## Risultati
Gli 11 atleti vengono inquadrati in due batterie rispettivamente da 5 e 6 nuotatori ciascuna. Si qualificano alla finale i primi otto tempi.

### Batterie
| Pos. | Nome                    | Nazione   | Tempo   | Batt. | Corsia | Note |
| ---- | ----------------------- | --------- | ------- | ----- | ------ | ---- |
| 1    | Federico Turrini        | Italia    | 4'24"43 | 1     | 4      | Q    |
| 2    | Oussama Mellouli        | Tunisia   | 4'24"90 | 2     | 4      | Q    |
| 3    | Taki Mrabet             | Tunisia   | 4'26"45 | 2     | 5      | Q    |
| 4    | Francesco Pavone        | Italia    | 4'27"01 | 1     | 5      | Q    |
| 5    | Timur Dellaloğlu        | Turchia   | 4'27"41 | 1     | 3      | Q    |
| 6    | Alpkan Örnek            | Turchia   | 4'28"95 | 1     | 6      | Q    |
| 7    | Mohamed Gadallh         | Egitto    | 4'29"70 | 2     | 6      | Q    |
| 8    | Jan Karel Petrič        | Slovenia  | 4'31"05 | 2     | 2      | Q    |
| 9    | Marko Blazhevski        | Macedonia | 4'32"77 | 1     | 2      |      |
| 10   | Alejandro García Martín | Spagna    | 4'34"12 | 2     | 3      |      |
| 11   | Nikola Trajković        | Serbia    | 4'41"06 | 2     | 7      |      |

### Finale
| Pos. | Atleta           | Nazionalità | Tempo   | Corsia |
| ---- | ---------------- | ----------- | ------- | ------ |
|      | Oussama Mellouli | Tunisia     | 4'15"15 | 5      |
|      | Federico Turrini | Italia      | 4'19"96 | 4      |
|      | Taki Mrabet      | Tunisia     | 4'22"52 | 3      |
| 4    | Francesco Pavone | Italia      | 4'23"42 | 6      |
| 5    | Alpkan Örnek     | Turchia     | 4'26"59 | 7      |
| 6    | Mohamed Gadallh  | Egitto      | 4'29"54 | 1      |
| 7    | Jan Karel Petrič | Slovenia    | 4'30"61 | 8      |
| 8    | Timur Dellaloğlu | Turchia     | 4'30"68 | 2      |